# Cornelia Kühn-Leitz
Cornelia Kühn-Leitz (* 14. November 1937 in Gießen; † 10. Dezember 2016 in Hannover) war eine deutsche Schauspielerin und Rezitatorin.
Bekannt wurde Cornelia Kühn-Leitz vor allem durch ihre Lesungen; diese reichten von Martin Luther über den Sturm und Drang und die deutsche Klassik – Goethe, Schiller, Kleist, Büchner, Heine, Fontane – bis ins 20. Jahrhundert, unter anderem Rilke, Brecht, Benn, Bachmann. Sie verknüpften Erläuterungen zu Werk und Autor, Rezitation und szenische Darstellung.

## Leben
Cornelia Kühn-Leitz wurde als Tochter von Elsie Kühn-Leitz und Kurt Kühn geboren. Sie entstammte der Industriellenfamilie Leitz aus Wetzlar (Optische Werke Leitz, Leica). Die Kindheit und Jugend verbrachte sie zusammen mit ihren Geschwistern, Knut und Karin, in Wetzlar.
Nach ihrem Abitur an der Lotteschule Wetzlar zog sie nach Berlin, wo sie an der Max-Reinhardt-Schule aufgenommen und von Hilde Körber zur Schauspielerin ausgebildet wurde. Ihre ersten Engagements erhielt sie am Stadttheater Essen unter Erich Schumacher, wo sie unter anderem unter Bohumil Herlischka und Jean-Louis Barrault spielte. Für Jean-Louis Barrault arbeitete sie auch als Regie-Assistentin. Es folgten zwei Jahre am Stadttheater Regensburg. 1964 holte sie Erwin Piscator an die Freie Volksbühne Berlin. Piscator wurde ihr Mentor und Förderer bis zu seinem Tod im Jahr 1966.
1966 lernte Cornelia Kühn-Leitz Klaus Otto Nass, Beamter bei der Europäischen Kommission, kennen, den sie 1967 in Wetzlar heiratete. Kühn-Leitz, nun verheiratete Nass, zog zu ihm nach  Brüssel, wo 1968 und 1972 ihre beiden Kinder, ein Sohn und eine Tochter, zur Welt kamen. 1977 folgte die Rückkehr nach Deutschland, nach Hannover, wo Cornelia Kühn-Leitz bis zuletzt lebte.
Ihr Repertoire an Lesungen, das in Brüsseler Zeiten seinen Anfang hatte, baute Kühn-Leitz über die Jahre aus. Sie liebte die deutsche Klassik, doch reichte ihr Spektrum bis zur deutschen Lyrik des 20. Jahrhunderts – wie etwa den Gedichten von Hilde Domin, der sie über Jahre auch freundschaftlich verbunden war. Ihre Auftritte begannen vor deutschem Publikum in Brüssel, fanden ab den 1970er Jahren vor allem in Deutschland statt und unmittelbar nach Fall des Eisernen Vorhangs auch auf Tourneen durch Mittel- und Osteuropa, die z. B. durch den VDA oder das Schillerhaus Bukarest organisiert wurden. In den Staaten der ehemaligen Sowjetunion brachte sie oft als erste die dort lebende deutsche Minderheit mit deutscher Kultur wieder zusammen. An Universitäten übte sie mit Germanistik-Studenten deutsche Lyrik und Prosa ein. Weitere Tourneen führten durch Zentralasien und Südamerika.
Ihre Lesungen wurden oft musikalisch begleitet, etwa mit Saxophon (z. B. Bert Brecht Chansons), Klavier, Harfe, Querflöte, Percussion (z. B. Gottfried Benn Lyrik) oder Orgel (z. B. Martin Luther). In den 1990er Jahren erschienen auch ihre ersten Hörbücher. Ihre klare, nuancierte Stimme, mit der sie ohne weiteres zwischen Frauen- und Männerrollen wechselte, verbunden mit sparsam eingesetzter Gestik und ausdrucksstarker Mimik zeichneten ihre Rezitation aus.
Über ihre Auftritte hinaus engagierte sich Cornelia Kühn-Leitz insbesondere in der Goethe-Gesellschaft in Weimar e. V. Der Ortsvereinigung in Hannover gehörte sie dem Beirat von 1983 bis 2016 an. Mit der Goethe-Gesellschaft Wetzlar reiste sie in den 1990er Jahren jährlich für Lesungen in die russische Partnerstadt Tambow.
2007 beschrieb Cornelia Kühn-Leitz ihre Erlebnisse auf deutschen Bühnen und in fremden Ländern in ihrem Buch „Theater – Spiel und Wirklichkeit“. Sie war zusammen mit ihrem Bruder Knut Gründungsstifterin der Ernst Leitz Stiftung, die 2011 zur Erhaltung und Pflege des denkmalgeschützten Haus Friedwart in Wetzlar sowie zur Förderung von Kultur und Völkerverständigung gegründet wurde. 
Am 10. Dezember 2016 starb sie in Hannover, Isernhagen-Süd, im Alter von 79 Jahren. Auf dem dortigen Friedhof im Birkenweg befindet sich auch ihr Grab.

## Auszeichnungen und Ehrungen
1982 verlieh ihr die Goethe-Gesellschaft Darmstadt die Johann-Heinrich-Merck-Medaille, die Persönlichkeiten ehrt, „die in Wort und Schrift dazu beigetragen haben, Goethes universale Gedankenwelt lebendig zu erhalten und das Verständnis für das Lebenswerk des großen Dichters zu verbreiten und zu vertiefen.“ Die Stadt Avignon überreichte Cornelia Kühn-Leitz 1985 für ihren Beitrag zum deutsch-französischen Kulturaustausch die „Médaille d’honneur“. 2006 erhielt sie von der Goethe-Gesellschaft Hannover die Ehrenmitgliedschaft.

## Repertoire
- Das zwanzigste Jahrhundert im Gedicht: "Und hinter tausend Stäben keine Welt"
- Andric: „Die Brücke über die Drina“
- Bachmann: "Die gestundete Zeit" – Ingeborg Bachmann – ein Lebensbild der österreichischen Dichterin anhand ausgewählter Lyrik und Prosa
- Benn: "Die Leere und das gezeichnete Ich" – Gedichte und Prosa von Gottfried Benn, auch mit Schlagzeug und Flöte
- Brecht: "Die im Dunkeln sieht man nicht" – Gedichte und Lieder von Bertolt Brecht – auch mit Saxophon
- Büchner: "Friede den Hütten – Krieg den Palästen" – Georg Büchners Leben und Werk – Rezitation und szenische Darstellung
- Fontane: "Ein zu weites Feld" – Aus Effi Briest von Theodor Fontane
- Goethe
  - "Neue Liebe, "Neues Leben" – Goethes Leben im Spiegel seiner Gedichte
  - "Sag, was will das Schicksal uns bereiten" – Goethe und Charlotte von Stein – Rezitation und szenische Darstellung
  - "Die Leiden des jungen Werthers" – Entstehung und Wirkung des ersten deutschen Erfolgsromans
  - "Dass ich eins und doppelt bin" – Goethe und Marianne von Willemer. Zeitdokumente, Briefe und Gedichte aus dem Buch Suleika des Westöstlichen Divans
- Heine: "Oh Deutschland meine ferne Liebe" – Heinrich Heine – ein Lebensbild in Briefen und Gedichten
- Kleist: "Schicksalsstunden" – Die Marquise von O., Das Erdbeben in Chili und andere Prosa
- Luther: "Hier stehe ich. Gott helfe mir!" – Martin Luther in seinen Thesen, Predigten, Briefen und Liedern – auch mit Orgelbegleitung
- Rilke:
  - "Wolle die Wandlung" – Gedichte, Sonette und Elegien
  - "Das Marienleben" – Gedichtzyklus von Rainer Maria Rilke – auch mit Querflöte
- Schiller: "In deiner Brust sind deines Schicksals Sterne" – Aus Friedrichs Schillers Leben und Werk – Rezitation und szenische Darstellung
- Deutsche Lyrik aus drei Jahrhunderten: "Gedichte sind gemalte Fensterscheiben"
- Kindheit und Jugend: "Mein Kind, wir waren Kinder" – Ein literarisches Portrait mit Gedichten und Prosa aus drei Jahrhunderten
- Psalmen: "Ich hebe meine Augen auf zu den Bergen" – Die schönsten Psalmen – auch mit musikalischer Umrahmung

## Hörbücher
- 1997 und 2000: Heinrich Heine: „Oh, Deutschland, meine ferne Liebe“
- 1988 und 2000: Johann Wolfgang von Goethe: „Und doch, welch Glück, geliebt zu werden“
- 1999 und 2000: Theodor Fontane: „Effi Briest“
- 2005: „Jahreszeit des Lebens – Deutsche Gedichte vom Barock bis zur Gegenwart“

## Bücher
- Cornelia Kühn-Leitz (2007): „Theater – Spiel und Wirklichkeit“, Centaurus Verlag, Herbolzheim